# Kyjevská městská železnice
Kyjevská městská železnice (ukrajinsky Київська міська електричка, Kyjivska miska elektryčka, anglicky Kyiv Urban Rail, zkratka KMŽ) je první městská železnice svého druhu na Ukrajině. Železnice prochází centrálním okruhem kyjevského železničního uzlu. Po svém otevření v roce 2009 se železnice stala šestým způsobem veřejné dopravy ve městě.

## Historie
Projekt městské železnice byl realizován s cílem zorganizovat rovnoměrné rozložení toků cestujících a snížit zatížení ostatní veřejné dopravy v Kyjevě a zajistit přímé spojení mezi levobřežní a pravobřežní částí Kyjeva. Provoz městských vlaků byl zahájen v září 2009 v úseku Troješčyna – Počajna. 
První otevření okruhové linky o délce 50,8 kilometrů bylo 4. října 2011. Linka obsahovala 11 stanic: Darnycja, Livoberežna, Troješčyna, Počajna, Zenit, Vyšhorodska, Syrec, Rubeživskyj,  Svjatošyn. Borščahivka, Kyjiv-Volynskyj, Karavajevi Dači, Kyjiv-Pasažyrskyj, Vydubyči a Lyvyj bereh.
V roce 2012 se otevřela nová stanice Troješčyna-2, která umožnila spojení železnice s vysokorychlostní tramvají.
V březnu roku 2022 se obnovil provoz a do sítě se přidaly stanice Protasiv Jar, Kyjiv-Demjivskyj, Kyjiv-Dniprovskyj, Kyjivska Rusanivka a Svjatošyn.

## Vozový park
Kyjevská městská železnice disponuje dvěma typy vozidel ve svém vozovém parku:
EPL9T – vozy ukrajinské výroby, modernizací prošly v roce 2011, vozy mají kombinaci 2+2 sedaček.
ER9 M – vozy sovětské výroby, modernizací prošly v roce 2011, vozy mají kombinaci 2+2 sedaček.

## Stanice
Darnycja
Kyjivska Rusanivka
Livoberežna → 
Kyjiv-Dniprovskyj
Troješčyna
Troješčyna-2
Počajna → 
Zenit
Vyšhorodska
Syrec → 
Kyjiv-Rubeživskyj → 
Svjatošyn → 
Borščahivka
Kyjiv-Volynskyj
Karavajevi Dači
Kyjiv-Pasažyrskyj → 
Protasiv Jar
Kyjiv-Demjivskyj
Vydubyči → 
Lyvyj bereh